# Häckfågeltaxering
Häckfågeltaxering är en notering av fågelarternas häckande bestånd genom upprepade inventeringar med standardiserade metoder.
I Sverige sker detta i den svenska häckfågeltaxeringen som sker årligen med syfte att bevaka förändringar så att eventuella oroväckande tendenser kan upptäckas i tid.